# William Pepper

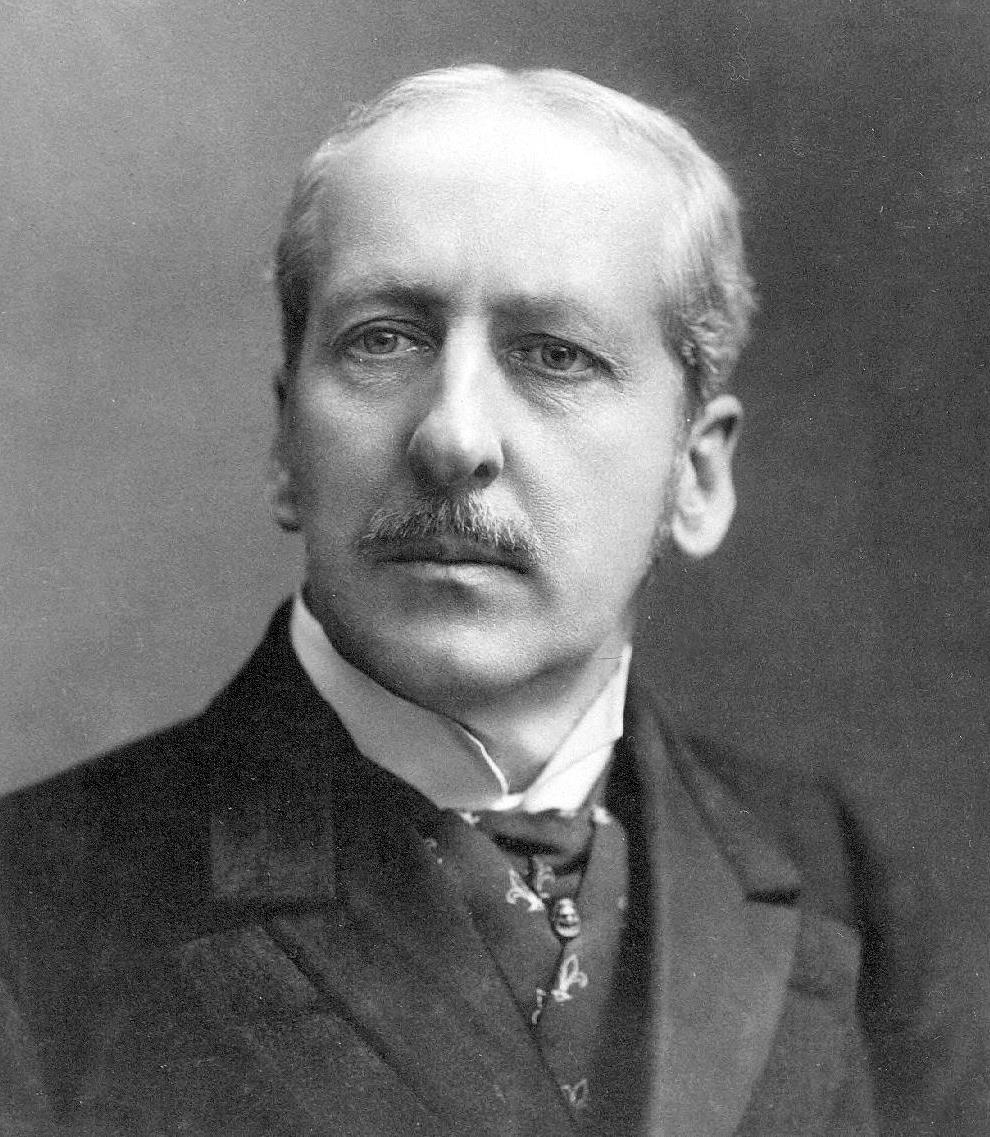
William Pepper

William Pepper (ur. 21 sierpnia 1843 w Filadelfii, zm. 28 lipca 1898 w Pleasanton, California) – amerykański lekarz.
W 1862 ukończył University of Pennsylvania, w 1864 otrzymał tytuł M.D. Od 1868 wykładowca anatomii na macierzystej uczelni, od 1870 wykładał medycynę kliniczną. Profesor medycyny klinicznej w latach 1876–1887. W 1887 zastąpił Alfreda Stilla na katedrze teorii i praktyki medycyny. Założyciel "Philadelphia Medical Times".